# Sometimes a Hero
Sometimes a Hero (lub Cold Vengeance) – amerykański film fabularny z 2003 roku.

## Obsada
- Josh Barker jako Jimmy Coy
- Christina Cox jako Cassandra Diaz
- Bryan Genesse jako Remo
- Darren Shahlavi jako Russ Fortus
- Joan Kennedy jako Stella
- Paul Coufos jako Arthur Hallam